# هاني المصفار
هاني المصفار سباح تونسي من مواليد 9 جوان 2007. تحصل على ميدالية برونزية في سباق 200 متر سباحة فراشة في دورة الألعاب العربية 2023 بتوقيت قدره 2:08:39.

## مواضيع ذات صلة
- دورة الألعاب العربية 2023
- تونس في دورة الألعاب العربية 2023